# Hilda Nilsson
Hilda Nilsson, född Lagerstedt 24 maj 1876 i Tirup, Svalövs kommun, död 10 augusti 1917, var en svensk seriemördare, känd som "änglamakerskan på Bruksgatan".
Nilsson dömdes år 1917 för mord på sju barn och dråp av ett.
Rättegången som inleddes den 2 juni 1917, med uppehåll för sinnesundersökning, och slutade den 14 juni 1917 med att hon dömdes till döden. Hon förekom dock ytterligare rättsliga processer genom att ta livet av sig då hon befann sig i rättsligt förvar på Landskrona citadell genom att hänga sig med en snara av en linneduk fastbunden vid cellfönstret. Hilda Nilsson betraktas som Sveriges värsta kvinnliga seriemördare.

## Bakgrund
Hilda Nilsson bodde i Helsingborg. Hon och hennes man hade stora skulder, och behövde ett sätt att kunna betala dessa skulder, som vid den tiden ofta drevs in på laglöst sätt. Nilsson började då mot betalning att ta emot spädbarn från mödrar som fött barnet utom äktenskapet. Den lilla summa som hon erhöll var dock långt ifrån tillräcklig för att vårda ett barn, och Hilda Nilsson började då en verksamhet där hon tog emot barnen för att sedan ta deras liv kort efter betalningen. Detta var möjligt då myndigheterna sällan eller aldrig kände till barnets existens och då mödrarna ofta inte ville träffa sina bortlämnade barn.

## Morden
Ett sätt på vilket hon tog livet av sina fosterbarn var att lägga dem i en badbalja för att sedan lägga tunga objekt ovanpå barnet, såsom en tvättbräda och en kolhink. Hon lämnade sedan rummet för att återvända ett par timmar senare och då finna barnet dött. Hilda Nilsson brände sedan barnets kropp.
Nilsson lyckades genomföra ett stort antal övertaganden utan att bli påkommen som änglamakerska, ett inte helt okänt sätt för fattiga kvinnor att få pengar. Det som skilde Nilsson från flertalet andra änglamakerskor var att hon aktivt tog livet av sina fosterbarn, medan de flesta andra enbart lät barnen leva i misär och svält, varigenom de på så vis dog. Detta sätt gjorde att många mödrar tvekade att lämna bort sina barn till dessa miserabla förhållanden och änglamakerskorna avslöjades relativt fort. Men då Nilsson hade ett fint och rent hem utan andra barn, trodde många att deras barn skulle få en god uppväxt hos Nilsson, varigenom hennes verksamhet kunde fortgå.

## Upptäckt och rättsprocess
Nilssons verksamhet avslöjades när Blenda Henricsson, en kvinna som trots skammen av att ogift ha fött ett barn, ville ha kontakt med sitt bortlämnade barn. När hon inte fick det av "Anna Nilsson", ett namn Hilda Nilsson använde sig av när hon hade fått kontakt med Blenda Henricsson, bad Henricsson polisen undersöka saken och snart rullades historien om änglamakerskan upp. 
Hilda Nilsson dömdes till döden den 13 juni 1917 av Helsingborgs rådhusrätt, för att ha dödat åtta barn. Innan straffet verkställdes tog hon sitt eget liv genom hängning. Samma dag hade dock domstolen i enlighet med ny praxis valt att omvandla dödsstraffet till livstid i fångenskap, något som Nilsson då ej var medveten om. 
Hon var den sista dödsdömda svensk som inte benådades.

## Filmatiseringar
2021 kom kortfilmen "HILDA" baserad på djupgående forskning om Hilda Nilssons liv, i regi av EliSophie Andrée. Hilda Nilsson spelas i filmen av Tuva Jagell och Cecilia Borssén som vuxen. 

## Galleri

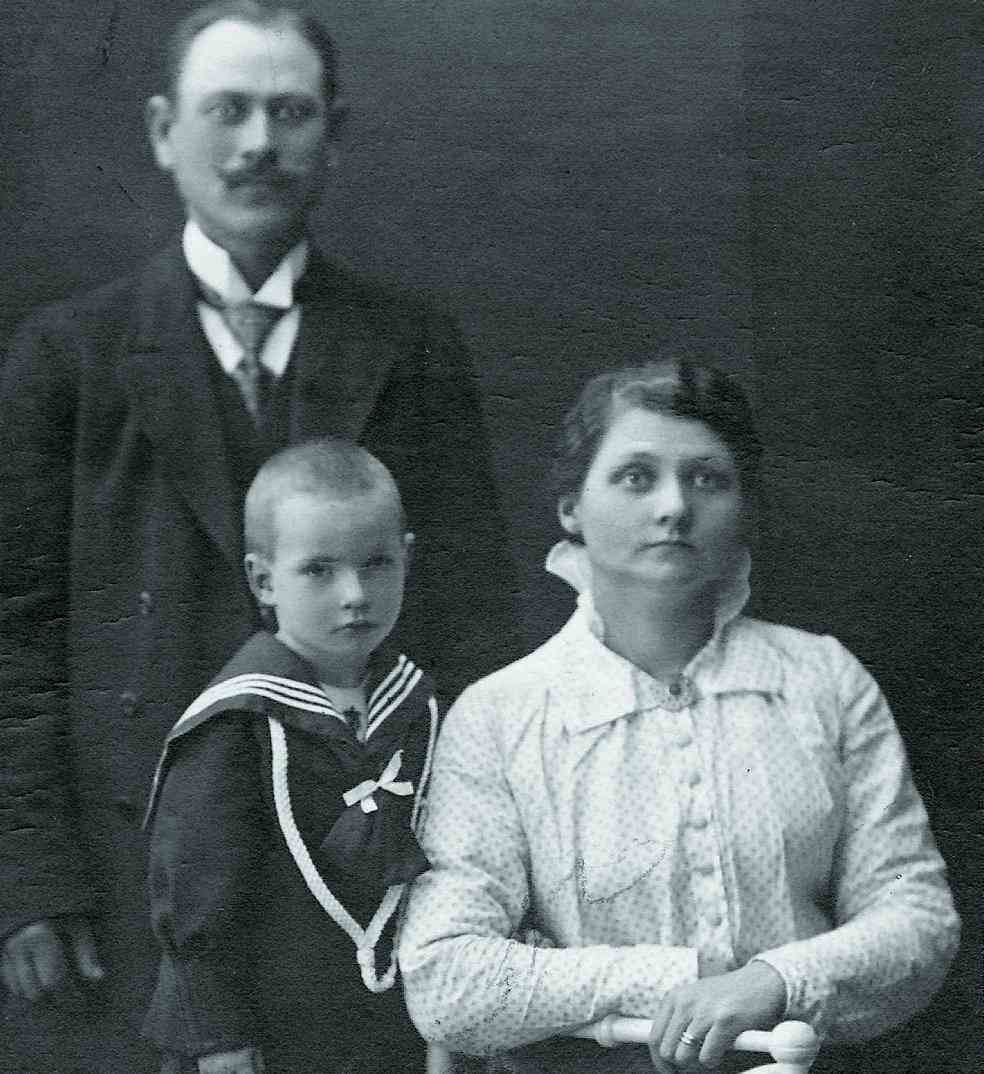
Hilda Nilsson här tillsammans med maken Gustaf och fostersonen Erik Gustaf.
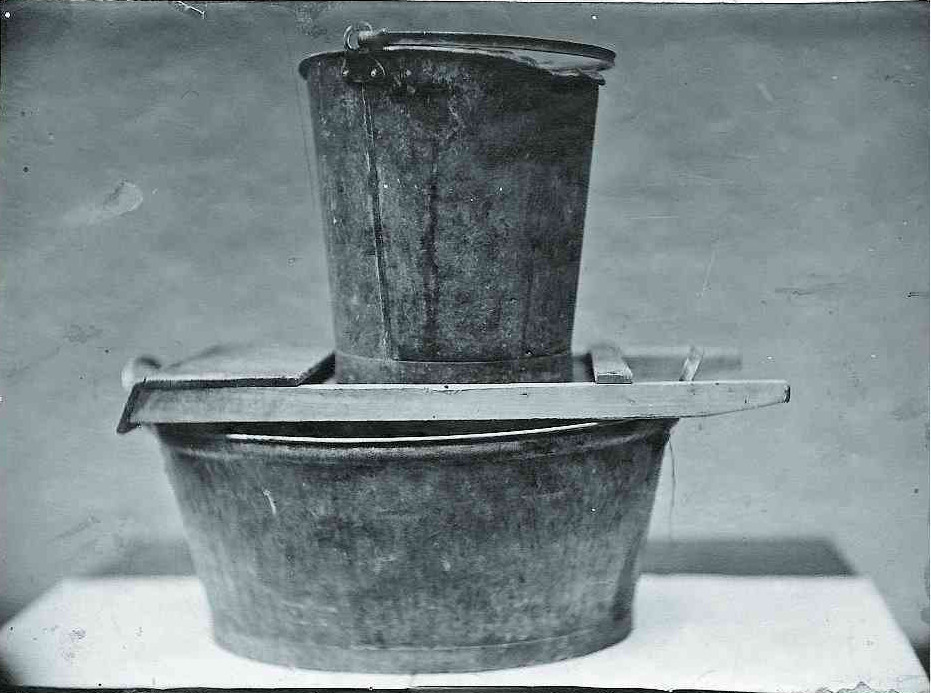
Baljan och hinken som Hilda Nilsson använde sig av
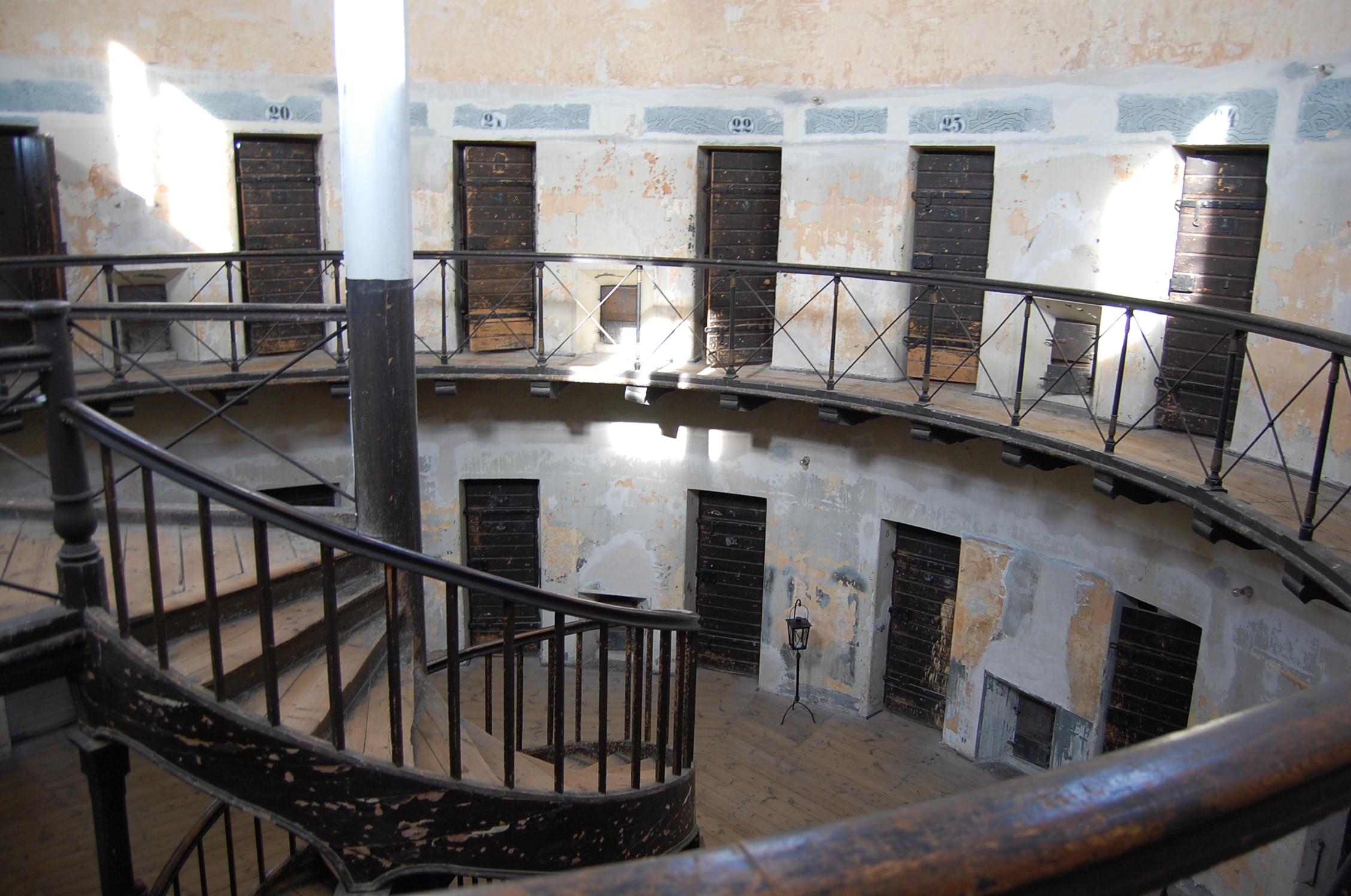
Fängelset i Landskrona. Hilda Nilssons cell är bakom trappan på nedre våningen